# Salaheddine Bassir
Salaheddine Bassir (arabisch صلاح الدين بصير, DMG Ṣalāḥ ad-Dīn Baṣīr; * 5. September 1972 in Casablanca) ist ein ehemaliger marokkanischer Fußballspieler.

## Karriere
Im Laufe seiner Vereinskarriere spielte er unter anderem für Raja Casablanca, wo er angefangen hat, al-Hilal, Deportivo La Coruña und OSC Lille. Als Deportivo La Coruña 2000 der Gewinn der spanischen Meisterschaft gelang, war er allerdings nicht eingesetzt worden.
Zu den größten Erfolgen als marokkanischer Nationalspieler zählt die erfolgreiche Qualifikation zur Weltmeisterschaft 1998, wo er mit vier Toren der erfolgreichste Marokkaner war und damit maßgeblichen Anteil am Erreichen der WM hatte. Auch bei der WM selbst erzielte er zwei Tore.
Aufgrund von zahlreichen Verletzungen musste er 2003 seine aktive Karriere beenden. Mit 27 Toren in 59 Länderspielen ist er der Rekordschütze der marokkanischen Nationalmannschaft.